# Wydział Muzyki Uniwersytetu Rzeszowskiego
Wydział Muzyki Uniwersytetu Rzeszowskiego (WM UR) – jeden z piętnastu wydziałów Uniwersytetu Rzeszowskiego, powstały w 2000 roku z przekształcenia dotychczasowej Katedry Wychowania Muzycznego w instytut, której początki sięgają 1985 roku. W jej skład wchodzi 6 zakładów. Prowadzi działalność dydaktyczną i badawczą związaną z historią pianistyki, kultura muzyczną Galicji, psychologią w edukacji muzycznej, problemami wykonawczymi w muzyce wokalnej i chóralnej, interpretacją muzyki instrumentalnej. Wydział kształci studentów na kierunku edukacja artystyczna w zakresie sztuki muzycznej.

## Historia
Bogate tradycje muzyczne Podkarpacia, a także rozbudowana sieć podstawowego i średniego szkolnictwa muzycznego, jak i również potrzeby oświatowe Rzeszowa i okolic stały się podstawą do utworzenia w Wyższej Szkole Pedagogicznej w Rzeszowie kierunku, który pozwalałby zdobyć wyższe wykształcenie przyszłym nauczycielom muzyki. Kierunek wychowanie muzyczne powstał na rzeszowskiej uczelni w 1985 roku na mocy porozumienia między Wyższą Szkołą Pedagogiczną a Akademią Muzyczną w Krakowie, która zapewniała kadrę pedagogiczną niezbędną do uruchomienia tego kierunku.
Przeznaczenie Pałacyku Lubomirskich na siedzibę dla nowo powstałej Katedry Wychowania Muzycznego stworzyło niepowtarzalną szansę prezentowania w zabytkowych wnętrzach dorobku nauczycieli i studentów muzyki, którzy koncertowali już w wielu miastach Polski, a także za granicą. Intensywny rozwój kadry naukowo-dydaktycznej pozwolił na przekształcenie Katedry Wychowania Muzycznego w Instytut Muzyki w kwietniu 2000 roku, a od 2001 roku instytut stał się jednostką dydaktyczno-naukową utworzonego Uniwersytetu Rzeszowskiego.
W grudniu 2013 w Instytucie Muzyki zatrudnionych było trzech profesorów, 7 doktorów habilitowanych, 23 doktorów i 14 magistrów (asystentów, wykładowców i starszych wykładowców oraz dwóch akompaniatorów).
W roku akademickim 2012/2013 na instytucie kształciło się 216 studentów w trybie dziennym (149) oraz trybie zaocznym (67).
W latach 2014–2019, Instytut funkcjonował jako samodzielny Wydział. W latach 2019–2024 jednostka działała ponownie jako Instytut, w ramach Kolegium Nauk Humanistycznych. Od 1 stycznia 2025 roku, na mocy Statutu UR, jednostka funkcjonuje ponownie jako Wydział.

## Kierunki kształcenia
Dostępne kierunki:
- Edukacja artystyczna w zakresie sztuki muzycznej (studia I i II stopnia)
- Instrumentalistyka (studia I stopnia)
- Jazz i muzyka rozrywkowa (studia I i II stopnia)

## Władze Wydziału
Od 1 stycznia 2025:
| Stanowisko | Imię i nazwisko               |
| ---------- | ----------------------------- |
| Dziekan    | dr hab. Małgorzata Zarębińska |
| Prodziekan | dr Elżbieta Ochwat            |

## Struktura organizacyjna
Wydział Muzyki składa się z następujących Zakładów:

### Zakład Przedmiotów Teoretycznych
Samodzielni pracownicy naukowi:
- dr hab. Krzysztof Kostrzewa – kierownik Zakładu
- dr hab. Ewa Nidecka

### Zakład Chóralistyki i Muzyki Religijnej
Samodzielni pracownicy naukowi:
- prof. dr hab. Marta Wierzbieniec – kierownik Zakładu
- prof. dr hab. Maciej Gallas
- prof. dr hab. Grzegorz Oliwa
- prof. dr hab. Olga Popowicz
- prof. dr hab. Jolanta Skorek-Münch
- dr hab. Anna Marek-Kamińska
- dr hab. Bożena Stasiowska-Chrobak

### Zakład Instrumentalistyki
Samodzielni pracownicy naukowi:
- prof. dr hab. Paweł Paluch – kierownik Zakładu
- dr hab. Mirosław Dymon
- dr hab. Tomasz Zając

### Zakład Gry Fortepianowej
Samodzielni pracownicy naukowi:
- prof. dr hab. Janusz Skowron – kierownik Zakładu
- prof. dr hab. Mirosław Herbowski
- prof. dr hab. Jerzy Tosik-Warszawiak
- dr hab. Piotr Grodecki
- dr hab. Agnieszka Hoszowska-Jabłońska
- dr hab. Maciej Kanikuła
- dr hab. Magdalena Prejsnar-Wąsacz
- dr hab. Małgorzata Zarębińska

### Zakład Metodyki Nauczania Muzyki
Samodzielni pracownicy naukowi:
- dr hab. Wiesław Grzegorski – kierownik Zakładu
- prof. dr hab. Jacek Ścibor
- dr hab. Jolanta Wąsacz-Krztoń

### Zakład Muzyki Rozrywkowej
Samodzielni pracownicy naukowi:
- dr hab. Dariusz Ziółek – kierownik Zakładu

## Siedziba
Siedzibę Wydziału Muzyki Uniwersytetu Rzeszowskiego stanowi gmach przy ul. Dąbrowskiego 83 w Rzeszowie, gdzie odbywają się zajęcia dydaktyczne jak i również koncerty. Studenci i pedagodzy mają do dyspozycji 19 sal dydaktycznych, salę koncertową oraz kilka sal ćwiczeniowych. Studenci mają możliwość korzystania z instrumentarium zgromadzonego w instytucie dzięki władzom uniwersytetu – 4 fortepiany, 22 pianina, gitary, flety, akordeony, perkusja, instrumenty elektroniczne.
Wydział Muzyki posiada także zbiory biblioteczne, które obejmują około 6000 książek, 1000 czasopism oraz zbiory specjalne (płyty, taśmy, materiały nutowe) w liczbie 5600 pozycji. W pomieszczeniu przylegającym do magazynu nut i książek istnieje możliwość korzystania z aparatury audiowizualnej. Zbiory fonoteki zawierające głównie płyty CD obejmują literaturę muzyczną od średniowiecza po muzykę współczesną.